# Voya Financial
Voya Financial — страховая компания США, специализируется на пенсионном страховании, управлении активами и других финансовых услугах. Возникла в 2013 году отделением операций ING в США. Штаб-квартира на Парк-Авеню в Нью-Йорке.

## История
Нидерландская финансовая группа ING начала деятельность в США в 1975 году покупкой страховой компании Wisconsin National Life Insurance Company, в 1976 году была куплена Midwestern United Life Insurance Company, в 1977 году — Security Life of Denver Insurance Company. В конце 1990-х и начале 2000-х годов был сделан ещё ряд приобретений: Equitable Life Insurance Company of Iowa (1997 год), Furman Selz (инвестиционная компания, 1997 год), ReliaStar Life Insurance Company (2000 год), Aetna Life Insurance and Annuity Company (2000 год), CitiStreet (2008 год). Эти компании были объединены в ING U.S.
Во время мирового финансового кризиса 2008 года группе пришлось прибегнуть к финансовой помощи правительства Нидерландов, по условиям получения этой помощи были проданы дочерние структуры в США, Канаде и Великобритании. ING U.S. была продана в мае 2013 года путём размещения акций на Нью-Йоркской фондовой бирже (продажа акций была завершена в марте 2015 года). В апреле 2014 года компания была названа Voya Financial.

## Деятельность
Основные подразделения компании на 2020 год:
- Retirement — пенсионное страхование сотрудников компаний, корпораций и государственных структур; выручка 2,7 млрд долларов, активы 129,8 млрд.
- Investment Management — инвестиционный менеджмент; выручка 0,7 млрд долларов, активы 1 млрд.
- Employee Benefits — страхование жизни и медицинское страхование сотрудников средних и крупных компаний; выручка 2,2 млрд долларов, активы 2,9 млрд.

Из выручки 7,65 млрд долларов в 2020 году страховые премии (плата за страховые полисы) составили 2,42 млрд долларов, инвестиционный доход — 2,91 млрд, комиссионные доходы — 2,03 млрд. Страховые выплаты составили 2,95 млрд. Активы на конец года составили 180,5 млрд, из них 56,9 млрд пришлось на инвестиции (из них 46,6 млрд в облигации, 6,7 млрд — ипотечные кредиты).
В списке крупнейших компаний мира Forbes Global 2000 за 2021 год компания заняла 1206-е место (1303-е по размеру выручки, 218-е по активам, 1990-е по рыночной капитализации).